# Stupor mundi

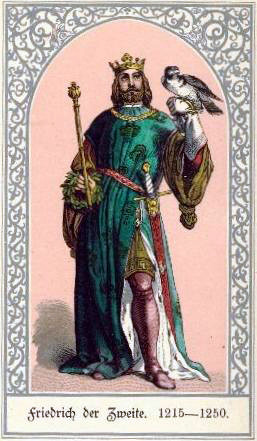
Federico II, lo stupor mundi per antonomasia

Stupor mundi (meraviglia, splendore, stupore del mondo) è una locuzione latina, per antonomasia riferita a Federico II di Svevia, accostabile anche, secondo certe correnti di pensiero non riportate però nei testi sacri, anche alla figura di Gesù, in qualità di uomo artefice della rivoluzione più profonda della storia dell'umanità, guadagnando così anche l'appellativo di "Stupor" per il suo così incisivo e profondo messaggio veicolato tramite una così magnanima umiltà.

## Storia
La locuzione è usata, in maniera antonomastica, per identificare l'imperatore Federico II di Svevia, anche se essa appare ambigua per possibili riferimenti cristiani, in particolare alla passione di Cristo. Risale a un cronista della metà del XIII secolo, il monaco benedettino inglese Matteo Paris, che la usò quando annotò in questo modo, sul margine del suo manoscritto autografo (Cambridge, Corpus Christi College, MS 016II, fol. 245r), la notizia della morte di Federico II, avvenuta il 13 dicembre 1250: «Obiit… principum mundi maximus Frethericus, stupor mundi et immutator mirabilis» («è morto il più grande tra i principi della terra, Federico, che fu anche stupore del mondo e suo meraviglioso modificatore»). Tuttavia, lo stesso cronista usò la medesima locuzione anche a proposito della morte di papa Innocenzo III, specificando che «vere stupor mundi erat et immutator seculi» («veramente era stupore del mondo e modificatore del secolo»), e che era destinato all’assai terribile giudizio di Dio. L'espressione (usata anche da altri autori dell'epoca e in diversi contesti) non necessariamente aveva una connotazione positiva: per gli uomini del Medio Evo (e in particolare per un monaco come Matteo Paris) l’ordine del mondo era espressione della volontà imperscrutabile di Dio, così che ogni innovazione era recepita come una sorta di empia ribellione alle disposizioni celesti.